# Спікули (відклади)
Спікули (рос. спикулы, англ. spicula, нім. Spikula n pl) — елементи мінералогічного кістяку губок, коралів у вигляді дрібних вапняних чи кременевих (опалових) голчастих тілець, поодиноких або їх зростань. Спікули спостерігаються як ізольовані виділення осадових породах або утворюють суцільні скелетні маси. Характерні як для давніх, так і сучасних морських і океанічних відкладів. Форма і склад спікул можуть бути важливою систематичною ознакою. Кременеві спікули характерні для відкладів на будь-яких глибинах, карбонатні — трапляються переважно на шельфі.